# Closer to the Heart (Live)
Closer to the Heart è un brano eseguito dal vivo dal gruppo canadese Rush, pubblicato dall'etichetta discografica Mercury Records nel 1981 come lato A del singolo estratto dall'album Exit...Stage Left. Nel lato B è presente Freewill, anch'essa eseguita in concerto.

## Il disco
Il singolo raggiunge la posizione 69 nelle classifiche statunitensi nel gennaio 1982.
Closer to the Heart
Si tratta della versione live del brano proveniente dall'album dal vivo Exit...Stage Left, pubblicato nel 1981. Il brano era già stato pubblicato in precedenza come singolo nel 1977 nella versione da studio. Per il singolo dal vivo il brano è stato registrato il 27 marzo 1981 presso il The Forum di Montréal durante il Moving Pictures Tour, con il supporto vocale fornito dal Glaswegian Chorus.
Freewill
Brano proveniente dall'album Permanent Waves, qui proposto nella versione dal vivo registrata il 27 marzo 1981, come nel caso di Closer to the Heart della prima facciata; anch'esso è presente nel live album Exit...Stage Left. Il brano, molto apprezzato dal pubblico, è stato inserito nelle scalette dei concerti con una certa regolarità, anche se in alcuni tour non è stato incluso nella set-list. Tra le versioni live alternative presenti su disco: Different Stages, Time Machine 2011: Live in Cleveland e Snakes & Arrows Live.
La canzone tratta dell'autodeterminazione dell'individuo, dell'idea che il destino non sia regolato da forze superiori e che per ogni situazione esistano sempre scelte da compiere; il brano riprende in parte gli stessi temi già esplorati in Something for Nothing. Nel testo viene citato l'episodio della terra dei mangiatori di loto dell'Odissea. Ritmicamente complesso il brano presenta nella parte finale il cantato di Lee portato al limite della sua estensione.

## Tracce
Il singolo pubblicato per il mercato statunitense contiene le seguenti tracce:
1. Closer to the Heart (Live) - 3:06 (Lee, Lifeson, Peart, Talbot)
2. Freewill (Live)  - 5:31 (Lee, Lifeson, Peart) (lato B)

## Formazione
- Geddy Lee - basso, voce, sintetizzatore
- Alex Lifeson - chitarra elettrica e acustica
- Neil Peart - batteria e percussioni